# Ignacio López Rayón
Ignacio López Rayón (teljes nevén José Ignacio Antonio López-Rayón y López-Aguado, Tlalpujahua, 1773. július 31. – Mexikóváros, 1832. február 2.) mexikói függetlenségi harcos, a felkelők egyik első kormányzati testületének, a zitácuarói juntának az összehívója és elnöke, az egyik első alkotmánytervezet szerzője.

## Élete
1773-ban született Tlalpujahuában (melyet később tiszteletére Tlalpujahua de Rayónnak neveztek el; ma Michoacán államban található), 1786-ban kezdte meg tanulmányait a valladolidi (ma: Morelia) Colegio de San Nicolásban. A mexikóvárosi Colegio de San Ildefonsóban 1796-ban tette le az ügyvédi vizsgát, de hamarosan visszatért szülővárosába, ahol mezőgazdasággal és bányászattal kezdett foglalkozni.
A függetlenségi harc 1810-es kitörésekor igen hamar csatlakozott Miguel Hidalgo csapataihoz (Maravatíóban) és hamarosan Hidalgo titkára lett. Hidalgo már november 15-én kiadott egy kiáltványt, melyben sürgette egyfajta kongresszus összehívását annak érdekében, hogy a felkelők kormányt alakítsanak, törvényeket hozzanak és ezáltal intézményesítsék mozgalmukat. Rayón is ugyanígy gondolkodott, és a Monte de las Cruces-i csata után ő is sürgetni kezdte egy ilyen junta összehívását. Guadalajarában, ahol állami titkárrá nevezték ki, részt vett a kormányzat megszervezésében és az El Despertador Americano című függetlenségi lap megalapításában, valamint sürgette az Amerikai Egyesült Államokkal való diplomáciai kapcsolat kiépítését.
Azonban a vesztes Calderón-hídi csata után, melyben ő is részt vett (és amelyben a vereség ellenére sikerült megmentenie a felkelők mintegy 300 000 pesóra rúgó felhalmozott vagyonát), a felkelőknek nem volt lehetőségük egy új kormányzat megszervezésével foglalkozni. A legyőzött seregek Zacatecason keresztül Saltillóba vonultak, ahol kettéváltak: Hidalgo egy csapattal és több vezértársával észak felé indult, Rayónt pedig délre küldték egy sereggel, hogy ott folytassa a harcot.
Rayón ekkor egy üzenetet intézett Félix María Calleja későbbi alkirályhoz, melyben kifejtette, hogy egy kongresszus vagy junta létrehozását tervezik, amely sértetlenül hagyná VII. Ferdinánd spanyol király jogait, azaz elismerné őt uralkodóul. Calleja azonban válasz helyett elrendelte Rayón elfogását, aki néhány kisebb fegyveres ütközet megvívása után Zitácuaro városába (ma Michoacán állam) vette be magát. A környékről élelmiszert és takarmányt gyűjtetett be, eltorlaszoltatta a városba vezető utakat és árkot ásatott a város köré.

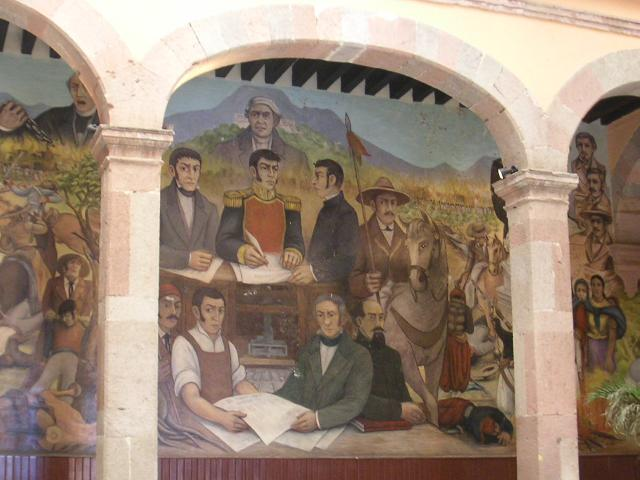
Falfestmény a Rayón által életre hívott juntáról a zitácuarói községi palotában

Az úgynevezett zitácuarói junta a felkelők vezéreinek 1811. augusztus 19-i gyűlésével jött létre. Eredeti tagjai között Rayón (az elnök) és José María Liceaga mellett ott volt még José María Morelos meghatalmazottjaként José Sixto Verduzco teológus, Tuzantla papja is. A három tag hűséget esküdött VII. Ferdinándnak, néhány nap múlva pedig Morelos is csatlakozott hozzájuk. Céljuknak a kormányzást, az igazságszolgáltatást és a katonai ügyek intézését határozták meg, sőt, pénzügyi reformokat és egy új pénz kiadását is tervezték.
A Los Guadalupes nevű csoport hamarosan kapcsolatba lépett Rayónnal, azt tervezve, hogy elrabolják Francisco Xavier Venegas alkirályt, Zitácuaróba szállítják és lemondásra kényszerítik, azonban tervük kudarcba fulladt.
Októberben egy Antonio Palafox nevű pap látogatta meg a juntát és megpróbálta meggyőzni Rayónt, hogy szüntesse be tevékenységét. Ő azonban nem hallgatott a papra, ezért Calleja 10 000 pesós vérdíjat tűzött ki Rayón fejére. 1812. január 2-án Calleja csapatai megtámadták és felgyújtották a várost.
A menekülők először Tlalchapába, majd Real de Minas de Sultepecbe mentek, ahol folytatták eddigi munkájukat. Rayón hamarosan elkészítette első alkotmánytervezetét, az Elementos de nuestra Constituciónt, mely nagyrészt a cádizi alkotmány és néhány angol törvény mintájára készült, és amely elismerte VII. Ferdinándot uralkodóként. Ez utóbbival Morelos nem értett egyet.
Amikor a spanyolok megtámadták Sultepecet, a junta vezetői elváltak. 1812 júliusában úgy döntöttek, négy tartomány négy kapitányaként folytatják: Rayóné lett a keleti tartomány (a mai México állam környéke). Szülővárosában, Tlalpujahuában rendezkedett be, ahol folytatta a sajtótermékek kiadását, fegyvereket gyártatott és embereket toborzott. A Rayónnal szembeforduló Verduzcónak sikerült meggyőznie Liceagát Rayón-ellenes érveivel, így hamarosan közösen adtak ki egy kiáltványt, melyben Rayónt azzal vádolták, hogy hazaárulóvá vált, mivel egyeduralomra törekedve feladta az eddigi közös célokat. Válaszként 1813. április 7-én Rayón saját kiáltványában bejelentette, hogy felfüggeszti Verduzco és Liceaga junta-beli tagságát.
A belső harcok ezután sem szűntek meg: amikor éppen Surumuacóban húzódtak meg, Liceaga és Verduzco megpróbálta meggyőzni Morelost, hogy ő se ismerje el Rayónt a junta elnökének. Azonban Liceaga és Verduzco között is ellentétek jelentkeztek: előbbi és Manuel Muñiz fellázadt utóbbi ellen, így hamarosan Rayón megbéként Liceagával. De a juntát már nem tudták helyrehozni, augusztusban Rayón bejelentette a megszűnését.

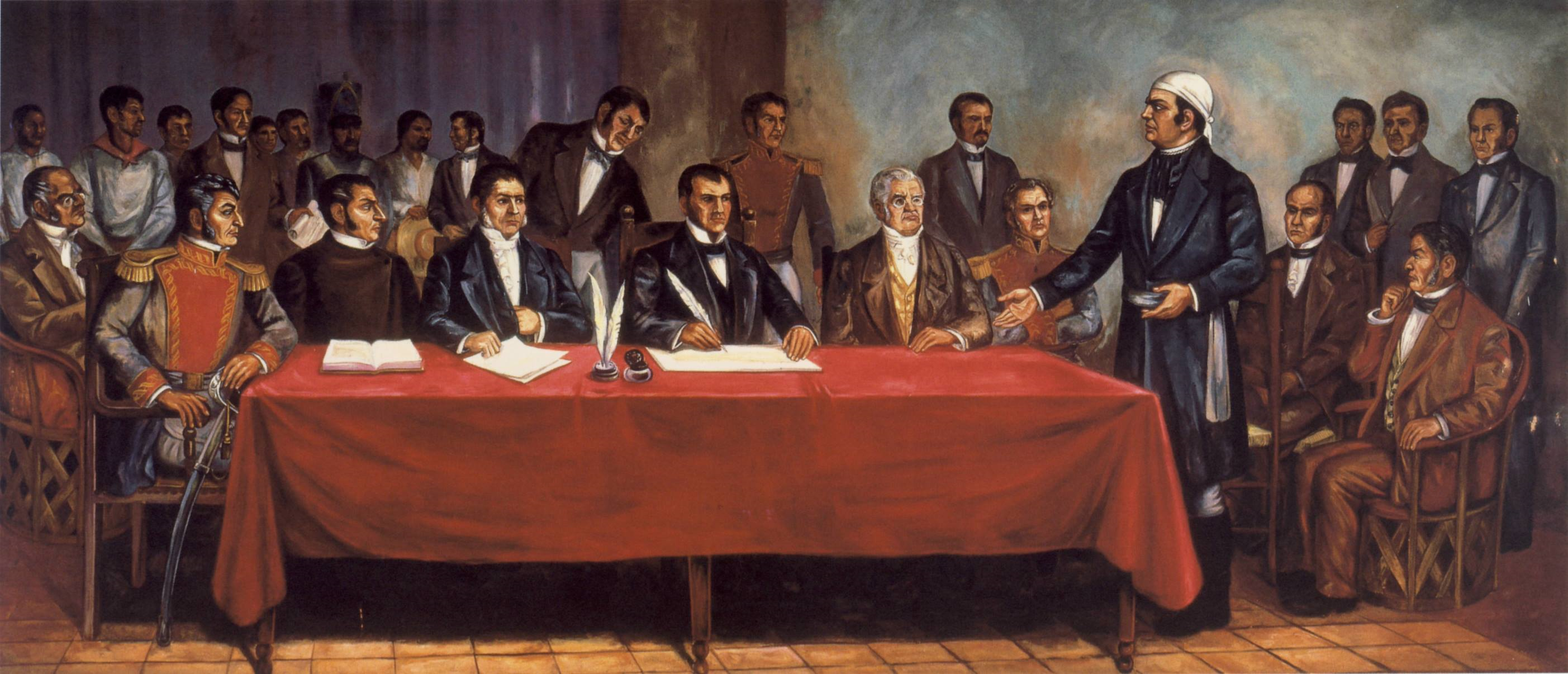
Festmény az anáhuaci kongresszusról. Az asztal bal szélén ül Rayón

Hamarosan azonban új, hasonló testület ült össze Chilpancingóban: az anáhuaci kongresszus. Rayón ennek is kezdetektől fogva tagja volt.
Rövid ideig átvette Oaxaca kormányzását, de 1814 áprilisában ezt fel kellett adnia. Ramón nevű testvérével együtt a Cóporo-hegyen levő erődbe vette be magát, melyet hónapokig sikeresen védett Agustín de Iturbide és Ciriaco del Llano ostromától, de 1817. január 2-án feladta az erődöt.
Morelos elfogása és kivégzése után a függetlenségi harc hanyatlani kezdett, de Rayón ragaszkodott hozzá, hogy ő legyen a maradék harcosok fővezére. Mivel a jaujillai junta ezt nem akarta elismerni, ezért 1817-ben fellázadt a junta ellen, amiért a felkelők üldözni kezdték, és maga Nicolás Bravo ejtette őt fogságba. A Patambóban raboskodó Rayónt 1817. december 10-én fogták el a spanyolok. Teloloápamon és Cuernavacán át Mexikóvárosba szállították, eközben kis híján agyonlőtték, de Juan Ruiz de Apodaca alkirály jogi vizsgálatot sürgetett, ráadásul bátyja, Ramón is kérelmeket terjesztett be, hogy vegyék figyelembe, hogy a cóporói erődöt önként adta fel, ezért végül nem végezték ki, csak 1820. november 15-ig fogva tartották.
A függetlenség elismerése után San Luis Potosíban kincstárnokká nevezték ki, 1823-tól a tartomány intendánsa volt. 1823-ban és 1824-ben az alkotmányozó gyűlés képviselője volt, később divizionárius, majd 1825-től Jalisco hadainak főtábornoka (comandante general) lett és a hadbíróság (Tribunal Militar vagy Supremo Tribunal de Guerra) elnöke. 1829-ben részt vett a Vicente Guerrero elleni felkelésben, majd Mexikóvárosban halt meg 1832-ben. Tíz évvel halála után, 1842-ben a haza érdemes hősének (benemérito de la patria) nevezték ki.